# Chiesa del Corpus Domini (Cremona)
Il Corpus Domini forma, insieme al monastero di San Benedetto e quello di Santa Chiara, il grande complesso del “Parco dei Monasteri” presente nella città di Cremona. Diversamente dagli altri due ex monasteri, il Corpus Domini presenta ancora oggi una certa unità di stile, nonostante le numerose manomissioni e mutilazioni avvenute nel corso del tempo. Quest’unità è visibile specialmente nel chiostro rinascimentale quasi interamente intatto, porticato su tre lati e con archi a tutto sesto che si appoggiano su eleganti colonne in cotto, visibile da via Chiara Novella.

## Storia del monastero e della chiesa del Corpus Domini

### Origini

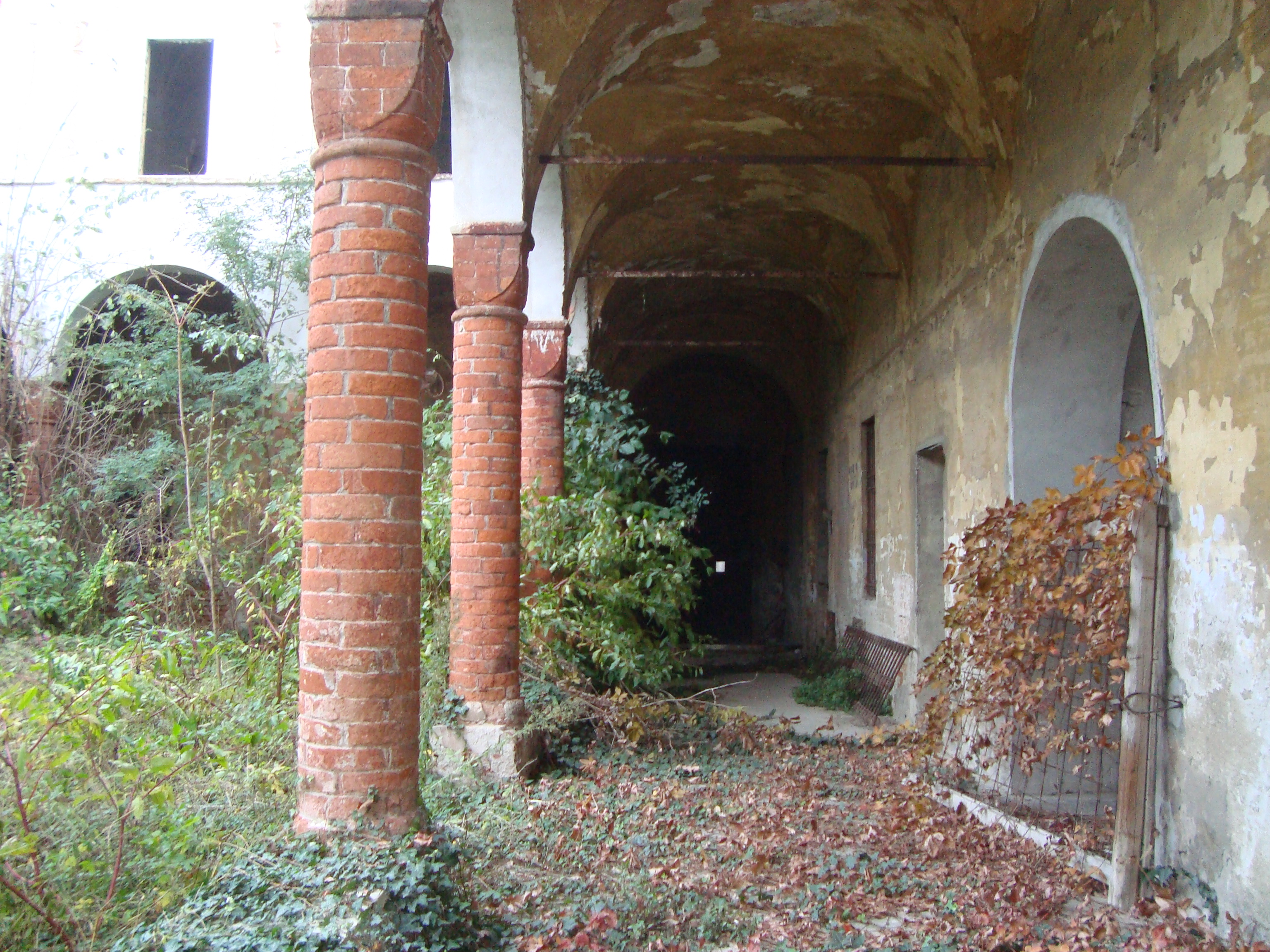
Chiostro interno del Corpus Domini

Il Corpus Domini nacque nel 1455, per volontà di Bianca Maria Visconti, che decise di trasformare uno dei suoi palazzi in monastero. Le tracce del precedente utilizzo sono visibili nelle due finestre a sesto acuto, poi tamponate per adempiere le regole del monastero di clausura che vietava affacci diretti sulla strada. Alla fine del Quattrocento l’edificio subì quindi un radicale rinnovamento, per opera dell’architetto Guglielmo de Bocholis detto De Lera (all’epoca molto attivo in città), che rese possibile la conversione del palazzo signorile in monastero, completo di tutti i più tipici ambienti clausurali.
Un documento del 1497, che attesta lo svolgersi dei lavori, fornisce importanti informazioni sulla pianta del monastero alla fine del Quattrocento. Nell’area meridionale del monastero erano collocati il secchiaio, la cucina, la dispensa, la sala del capitolo e altre due stanze; nell’ala occidentale, invece, trovavano posto il refettorio e il dormitorio. Il lato orientale era collocato davanti al nucleo più antico del monastero, probabilmente quel che resta del palazzo di Bianca Maria Visconti e quello settentrionale lungo il fianco della chiesa. Entrambi i lati erano occupati dalle due ali di chiostro con le relative celle. Al termine dei lavori il Corpus Domini assunse il tipico aspetto del monastero, con gli ambienti organizzati attorno al chiostro quadrato, dove il ritmo rinascimentale delle arcate scandiva e sottolineava il lento scorrere della vita di clausura. 
Parallelamente ai lavori di rifacimento del monastero emerse l’esigenza, da parte delle monache, di chiudere il passaggio della via Distantiarum che disturbava la loro meditazione religiosa, a causa del passaggio di uomini e carri. Questa richiesta fu accolta definitivamente nel 1563, con l’intervento di Carlo Borromeo che ordinò la chiusura definitiva della strada..
Nel corso del Cinquecento si rese necessario l’ampliamento e il miglioramento dei locali, per far fronte all’elevato numero di monache e converse ospitate nel Convento, ciò fu reso possibile dalle ricche doti delle religiose, provenienti da nobili famiglie della città. L’intervento più rilevante fu la costruzione del secondo chiostro, molto simile al primo per tipologia, che comparve per la prima volta nella carta del Campi del 1583. È infatti da questa carta che è possibile notare come il complesso monastico raggiunse la sua massima espansione proprio in quest’epoca, con la doppia chiesa, una aperta sulla strada e l’altra a uso privato delle monache, i due ampi chiostri e l’abitazione delle converse, che vivevano in un luogo apposito separato dalle monache di clausura. Il monastero del Corpus Domini raggiunse un’espansione tale da coprire un’area quasi pari a quella degli altri due monasteri uniti.

### Seicento
Sarà all’inizio del Seicento che, anche il Corpus Domini, riportò le conseguenze della peste e della crisi economica con un’importante riduzione del numero delle monache, trovando una ripresa soltanto dopo la metà del secolo. Dai verbali delle visite pastorali, svoltesi a inizio e a metà del secolo, dal vescovo Cesare Speciano e dal suo successore Francesco Visconti si evince un ulteriore approfondimento dell’organizzazione monasteriale: il complesso era ben protetto e circondato da alte pareti senza finestre sulla strada, aveva un chiostro ampio con un doppio ordine di portici attorno al quale si scandivano le celle delle monache, a differenza delle novizie che dormivano in un locale comune con aperture che affacciavano verso Santa Chiara. Erano inoltre presenti un’infermeria, un refettorio e altri locali. 
La chiesa esteriore del complesso era piccola, sviluppata su un'unica navata, con il soffitto ligneo ed era illuminata da quattro finestre. Sulla destra era presente un piccolo chiostro circondato da portici sui tre lati. Le pareti della chiesa erano dipinte con diversi colori nella parte bassa, e la parte alta era decorata con un ciclo di affreschi rappresentanti i misteri della vita di Cristo e dei Santi. L’altare maggiore era in cotto con due tabernacoli, dietro ai quali si apriva una finestra munita di grata comunicante con la chiesa interna, riservata alle monache. Nel 1660 in seguito ad un deterioramento della copertura, venne sostituito il soffitto ligneo con una volta in muratura, costruendo due cappelle laterali e restaurando la facciata, inoltre il presbiterio venne rialzato e chiuso da una balaustra.

### Settecento
La vita religiosa del monastero terminò ufficialmente il 21 marzo 1782 con la soppressione ordinata dall’imperatore Giuseppe II. In previsione di un’utilizzazione militare, il complesso venne ceduto gratuitamente al comune di Cremona che incaricò l’ingegnere Verdelli di fare una stima delle condizioni in cui versava il complesso. Questo documento divenne di fondamentale importanza perché diede l’esatta immagine del complesso prima delle manomissioni ottocentesche, che lo trasformarono definitivamente in caserma. Dalle descrizioni del Verdelli, confrontate con carta Cinquecentesca del Campi, si deduce che i mutamenti della struttura furono minimi. A supporto della descrizione dell’ingegnere vi sono i disegni del 1788 dell’architetto Faustino Rodi, altrettanto utili per la comprensione globale dell’organizzazione del monastero. Dalla descrizione del Verdelli, si deduce che dalla fondazione del Corpus Domini fino alla fine del '700, il monastero si era sempre più ampliato diventando una comunità fornita di tutti i servizi necessari. Proprio per le sue caratteristiche, dopo le monache, si decise di utilizzare la struttura per ospitare un'altra comunità, quella dei militari..

## Ospedale Militare e Caserma Sagramoso
Il cambio d’uso portò a interventi ripetuti e frammentari, non sempre eseguiti nel rispetto della struttura originaria mutando di volta in volta il volto degli edifici, con l’aggiunta di nuovi elementi come stalle e magazzini. Soppresso il Corpus Domini nel 1782 e ceduti i fabbricati al comune di Cremona nel 1784, iniziò la trasformazione in Ospedale Militare. I lavori prevedevano al piano terra la creazione delle abitazioni per il custode, il direttore, chirurghi e ufficiali; la cucina rimaneva collocata nella posizione originale, mentre la dispensa doveva essere trasformata in seconda cucina per fare fronte al possibile numero di pazienti. L’ex refettorio, l’ex infermeria e i tre ex dormitori dovevano essere trasformate in camerate.
Tuttavia i lavori non iniziarono mai e tutta l’attività restò in sospeso fino al 1792 quando, per far fronte a nuove esigenze militari, l’imperatore ordinò l’immediata trasformazione in caserma. I lavori ebbero inizio il 14 settembre 1792, con l’aiuto diretto degli stessi militari per ridurre i costi della mano d’opera. Si ricavarono grandi dormitori tramite demolizioni della struttura originaria e stalle per ospitare i cavalli, alterano i connotati caratteristici del chiostro Quattrocentesco, che perse il suo carattere di armoniosa ed elegante continuità spaziale. Nel luglio del 1793 tutti i lavori furono terminati e la struttura era pronta per ospitare i soldati. Negli anni successivi vi furono ulteriori cambiamenti, il più significativo riguardava la chiesa che nel 1832 divenne una stalla.
Un documento redatto da Ambrogio Mina, relativo ai lavori eseguiti nel 1848/49, è di fondamentale importanza perché accompagnato dalla planimetria con tutti i cambiamenti apportati alla struttura. Da questo si può dedurre la distribuzione e la misura degli ambienti e, mediante un confronto con il disegno del Rodi e la perizia del Verdelli, è possibile ricostruire gli interventi effettuati nella prima metà dell’Ottocento. Si deduce che, per quanto riguarda il piano terra, i cambiamenti più notevoli furono: la chiusura di tutti gli archi del lato occidentale del chiostro maggiore, ottenendo così un lungo corridoio sotto il quale si ricavò un sotterraneo accessibile dalla strada, l’abbattimento di alcune tramezze per ottenere ampi dormitori e infine lo spostamento di muri divisori, sconvolgendo così il ritmo e la natura originale delle volte Quattrocentesche; al piano superiore invece, vennero demolite tutte le tramezze per ricavare ampie stanze da adibire a dormitori..
Il 7 luglio del 1849 divampò un incendio in uno dei magazzini che, ben presto, si propagò in tutta la struttura, danneggiando soprattutto i tetti. Già nell’agosto dello stesso anno si diede inizio alle riparazioni affidate all’impresa di Ambrogio Mina. Il lato settentrionale dell’edificio, corrispondente alla chiesa utilizzata al tempo come magazzino, subì i danni maggiori per cui i lavori non si limitarono ad una semplice riparazione, ma si procedette ad una vera e propria ricostruzione che alterò definitivamente l’aspetto originario dell’edificio sacro. Le volte della chiesa vennero abbattute perché pericolanti, lasciando a vista le capriate del tetto nuovo e le tre cappelle vennero demolite. Negli anni successivi si eseguirono soltanto lavori di manutenzione ordinaria che non incisero in modo sostanziale sulle strutture architettoniche.
In tempi più vicini la vasta area delle ex caserme, compreso il Corpus Domini, ha perso sempre più la sua prerogativa di zona storicamente e architettonicamente pregevole e si è ridotta ad un mero contenitore da usare per risolvere di volta in volta situazioni difficili, come quella di dare una casa negli anni attorno alla seconda guerra mondiale a sfrattati, sfollati e profughi. Questo portò a nuovi interventi per ricavare piccoli appartamenti e servizi comuni che comunque, pur continuando l’opera di alterazione dei rapporti spaziali delle originali strutture, furono limitati per la maggior parte alla costruzione di tramezze.

## Dp Camp Cremona - Ita 82 I.R.O.- Campo Profughi Ebrei (1945-1948)
Dopo il termine della seconda guerra mondiale, la caserma Sagramoso, ex monastero del Corpus Domini, fu requisita dagli alleati che la destinarono a campo profughi per gli ebrei apolidi provenienti dell'est Europa. Dal 1945 al settembre 1948, nelle tre caserme Pagliari, San Martino (ex monastero delle clarisse di Santa Chiara) e Sagramoso (ex monastero delle francescane del Corpus Domini), transitarono alcune migliaia di profughi ebrei. Nei locali del Corpus Domini c'erano il cinema del campo, la scuola d'infanzia, i dormitori e la sinagoga posta al piano primo, lato di levante affacciata su via Chiara Novella.

## Abbandono
Sul finire degli anni cinquanta l’edificio liberato anche da questi ultimi inquilini si avviò all’abbandono più completo: l’ala orientale del chiostro minore fu abbattuta e sull’area rimasta libera si costruì un condominio, mentre la chiesa e il lato contiguo del chiostro furono occupati da un’officina.

## Rinascita
Nel 2016, in occasione del P.A.F. (Porte Aperte Festival di Cremona), il monastero è stato parzialmente pulito e quindi reso accessibile alla cittadinanza per due giorni. Dopo questa visita un gruppo di cittadini costituisce la Onls Cremona Rinascimento con lo scopo di recuperare l'edificio. Il Corpus Domini è attualmente di proprietà del Comune di Cremona.